# Diego Ciorciari
Diego Andrés Ciorciari (Santa Fe, 2 marzo 1980) è un ex cestista e allenatore di pallacanestro argentino con cittadinanza italiana.

## Carriera
Ciorciari ha iniziato a giocare a pallacanestro nel club Rivadavia Juniors. Il 23 settembre 1998 ha esordito nella Liga Nacional de Básquet con i colori del Ferro Carril Oeste in una partita contro il Boca Juniors. Nel 2001 ha vinto la gara delle schiacciate della LNB, superando in finale Wálter Herrmann.
Vista anche la crisi economica della società biancoverde, nel gennaio 2002 si è trasferito in Europa firmando con gli austriaci Arkadia Traiskirchen Lions che facevano capo al suo agente Luciano Capicchioni. A fine febbraio è passato in Italia, dove ha sostituito Mauro Morri alla Scandone Avellino nella parte finale della Serie A 2001-2002. È rimasto in Italia anche per l'intera stagione 2002-2003, trascorsa ai Crabs Rimini, anch'essi di proprietà di Capicchioni, militando nel campionato di Legadue dove nel corso del torneo ha totalizzato 5,1 punti in 20,2 minuti di media alternandosi in cabina di regia allo stesso Mauro Morri e all'ex compagno di squadra Nelson Ingles.
Dopo aver centrato la salvezza a Rimini alla penultima giornata della Legadue 2002-2003, nell'aprile 2003 Ciorciari è stato ingaggiato dal Saragozza per la parte finale della Liga LEB 2002-2003 che vedeva la squadra impegnata nella lotta per evitare la retrocessione dalla seconda alla terza serie nazionale. La salvezza è stata poi conquistata grazie alla vittoria per 3-2 nella serie play-out contro il Huelva. A seguito di ciò, nel giugno 2003 ha sottoscritto un rinnovo triennale con lo stesso club aragonese, con cui ha viaggiato a 8,9 punti e 3,4 assist di media in trentaquattro presenze in regular season nella Liga LEB 2003-2004, saliti a 10,5 punti e 5,4 assist in dieci apparizioni ai play-off.
Ha iniziato a Saragozza anche la stagione seguente, ma nel novembre 2004, non rientrando nei piani del nuovo allenatore Óscar Quintana, è stato girato al Bilbao nella massima serie nazionale, con Roberto Núñez a fare il percorso inverso. La sua prima parentesi personale nella Liga ACB si è conclusa con 5,1 punti di media in 20,1 minuti a partita.
L'anno successivo è tornato a far parte di una squadra della seconda serie, firmando con l'Aguas de Calpe. I suoi 10,4 punti e 3,6 assist a partita non sono stati sufficienti a evitare la retrocessione ai play-out. Ciorciari ha continuato a giocare nel medesimo campionato anche nelle stagioni successive, vestendo successivamente le maglie del Breogán nel 2006-2007, del Melilla nelle annate 2007-2008 e 2008-2009, e infine del Minorca nel 2009-2010. Con la formazione isolana ha contribuito alla promozione della squadra nella massima serie con medie di 7,1 punti e 4,9 assist a partita, che sono diventati 7,0 punti e 4,0 assist nei play-off. Questi numeri lo hanno reso il miglior assistman di quell'edizione del torneo, riconoscimento che ha ottenuto per il secondo anno consecutivo, avendo già conquistato lo stesso titolo l'anno precedente. Nel frattempo, con i 1 015 assist accumulati nel corso degli anni, ha stabilito il record di miglior uomo assist nella storia della Liga LEB, appunto il secondo livello del basket spagnolo. Al suo ritorno sui parquet della Liga ACB, Ciorciari ha avuto una stagione da 6,0 punti e 4,9 assist in 28,9 minuti di media, ma l'ultimo posto in classifica ha condannato la squadra alla retrocessione. 
Nel giugno 2011 è stato ufficializzato il suo arrivo alla Juvecaserta in Serie A con un contratto biennale, ma a dicembre, dopo una prima parte di stagione non positiva, l'accordo è stato risolto su richiesta del giocatore che è rientrato in Argentina.
Sempre nel dicembre 2011 Ciorciari è tornato, dopo dieci anni, a giocare nel campionato argentino, approdando al Gimnasia de Comodoro. Nel giugno 2013 è volato a Porto Rico per disputare nei Cangrejeros de Santurce per disputare i play-off del campionato locale denominato Baloncesto Superior Nacional. Terminata questa breve parentesi, nel 2013-2014 ha fatto parte del Libertad de Sunchales, poi l'anno seguente è sceso nel Torneo Nacional de Ascenso al San Martín de Corrientes, club con cui ha conquistato la promozione e con cui ha giocato per una seconda stagione nel 2015-2016. Ha giocato nella massima serie argentina anche nel 2016-2017, nell'Instituto de Córdoba, e nel 2017-2018, nell'Hispano Americano de Río Gallegos.
Proprio nel corso dell'annata all'Hispano Americano, Ciorciari è stato costretto a ritirarsi dal basket giocato all'età di trentasette anni per via delle conseguenze di un duro scontro di gioco che gli ha provocato una lussazione cervicale.
Oltre a ricoprire vari ruoli di presso lo Stadium Casablanca, piccolo club della città di Saragozza, tra l'estate 2022 e il gennaio 2023 ha anche avuto una parentesi da assistente allenatore del San Pablo Burgos, formazione militante in LEB Oro.

## Palmarès

### Club
- Copa Príncipe de Asturias: 1

Saragozza: 2004

### Nazionale
- Campionato sudamericano Under-21:

Oro: 2000
- Campionato mondiale Under-21:

Bronzo: Giappone 2001

### Individuale
- Miglior guardia della LEB Oro (2009)
- Miglior giocatore comunitario della LEB Oro (2009)